# Antonio Bisaglia
Antonio Bisaglia (Rovigo, Provincia de Rovigo, 31 de marzo de 1929 - Santa Margherita Ligure, Provincia de Génova, 24 de junio de 1984) fue un político italiano, miembro de la Democracia Cristiana.
Estudio de joven en un seminario y en 1945 ingresa en Acción Católica. En 1951 se convirtió en el líder del movimiento juvenil de la Democracia Cristiana. En 1963 entraría en el Parlamento de Italia como diputado, cargo que no abandonaría hasta las elecciones generales de 1979 cuando fue elegido senador, puesto que confirmó en las elecciones de 1983.
A partir de 1972 ocupó diversos ministerios: de Agricultura por algunos meses en el gobierno de Mariano Rumor y de Industria con Francesco Cossiga y Arnaldo Forlani. También fue ministro con Aldo Moro y Giorgio Andreotti. Tras 1980 no ocupó ningún cargo ministerial.
Al momento de morir prematuramente ocupaba el puesto de presidente del grupo democristiano en el Senado de la República.
| Predecesor: Luigi Michele Galli | Secretario del Consejo de Ministros de Italia 12 de diciembre de 1968 — 6 de agosto de 1970 | Sucesor: Dario Antoniozzi |

- Datos: Q1059394
- Multimedia: Antonio Bisaglia / Q1059394